# Оринджберг (Южная Каролина)
Оринджберг (англ. Orangeburg) — крупнейший город и административный центр одноимённого округа в штате Южная Каролина в Соединённых Штатах Америки.
Согласно результатам переписи населения США, проведённой в 2020 году, число жителей города составляло 13 240 человек, что, для такого небольшого населённого пункта, существенно меньше (− 5.2%), чем было во время предыдущей переписи прошедшей в 2010 году (13 964 человека).

## История

### XVIII век
Заселение этой территории европейцами началось в 1704 году, когда Джордж Стерлинг (англ. George Sterling) основал здесь факторию для торговли пушниной с коренными американцами. Чтобы стимулировать заселение, Генеральная ассамблея провинции Южная Каролина в 1730 году объявила этот район городком, назвав его Оринджберг в честь Вильгельма IV, принца Оранского, зятя короля Великобритании Георга II. 
В 1735 году группа из примерно двухсот швейцарских, немецких и голландских иммигрантов основала поселение недалеко от берегов реки Норт-Эдисто. Это место привлекало колонистов плодородной почвой и изобилием дикой природы. Река служила важнейшим транспортным путём в порт Чарльстон на атлантическом побережье для поставок сельскохозяйственной продукции и лесоматериалов, а также для перевозки товаров вверх по течению в новые поселения. Вскоре сообщество превратилось в устоявшуюся и процветающую колонию, состоящую в основном из мелких фермеров-йоменов.
Первая церковь в Оринджберге была основана немецкой лютеранской общиной. Позднее церковь была идентифицирована как англиканская, то есть государственная, освобожденная от колониальных налогов. Здание церкви было возведено до 1763 года в центре деревни, но было разрушено в ходе боевых действий во время Войны за независимость США. Позднее была построена новая церковь; во время Гражданской войны в США генерал Уильям Текумсе Шерман использовал её как госпиталь для больных оспой во время своего похода с войсками Союза.

### XIX век
После Американской революции характер округа радикально изменился. Изобретение Эли Уитни хлопкоочистительной машины массового производства для переработки коротковолокнистого хлопка, или хлопка с «зелёными семенами», сделало этот вид хлопка прибыльным. Его легко выращивать в горных районах, и округ быстро обзавёлся крупными хлопковыми плантациями. Сельскохозяйственным трудом занимались рабы-афроамериканцы, многие из которых были привезены в этот район из прибрежных районов или Верхнего Юга. Рабы стали большинством населения округа и города. Освобождённые после Гражданской войны, чернокожие начали получать образование, и в городе были основаны два колледжа, второй из которых был учрежден как учебное заведение, предоставляющее земельные гранты всем чернокожим студентам в штате, находившемся под сегрегацией. Чернокожие также подпадали под действие законов Джима Кроу, принятых законодательным собранием штата, в котором доминировали демократы; они были лишены права голоса в соответствии с конституцией Южной Каролины.

### XX век
Борьба чернокожих за восстановление гражданских прав заметно усилилась после Второй мировой войны. В 1960-х годах Оранджберг стал крупным центром движения за гражданские права, в котором участвовали студенты колледжей Клафлин и Южной Каролины, а также чернокожие жители города. 

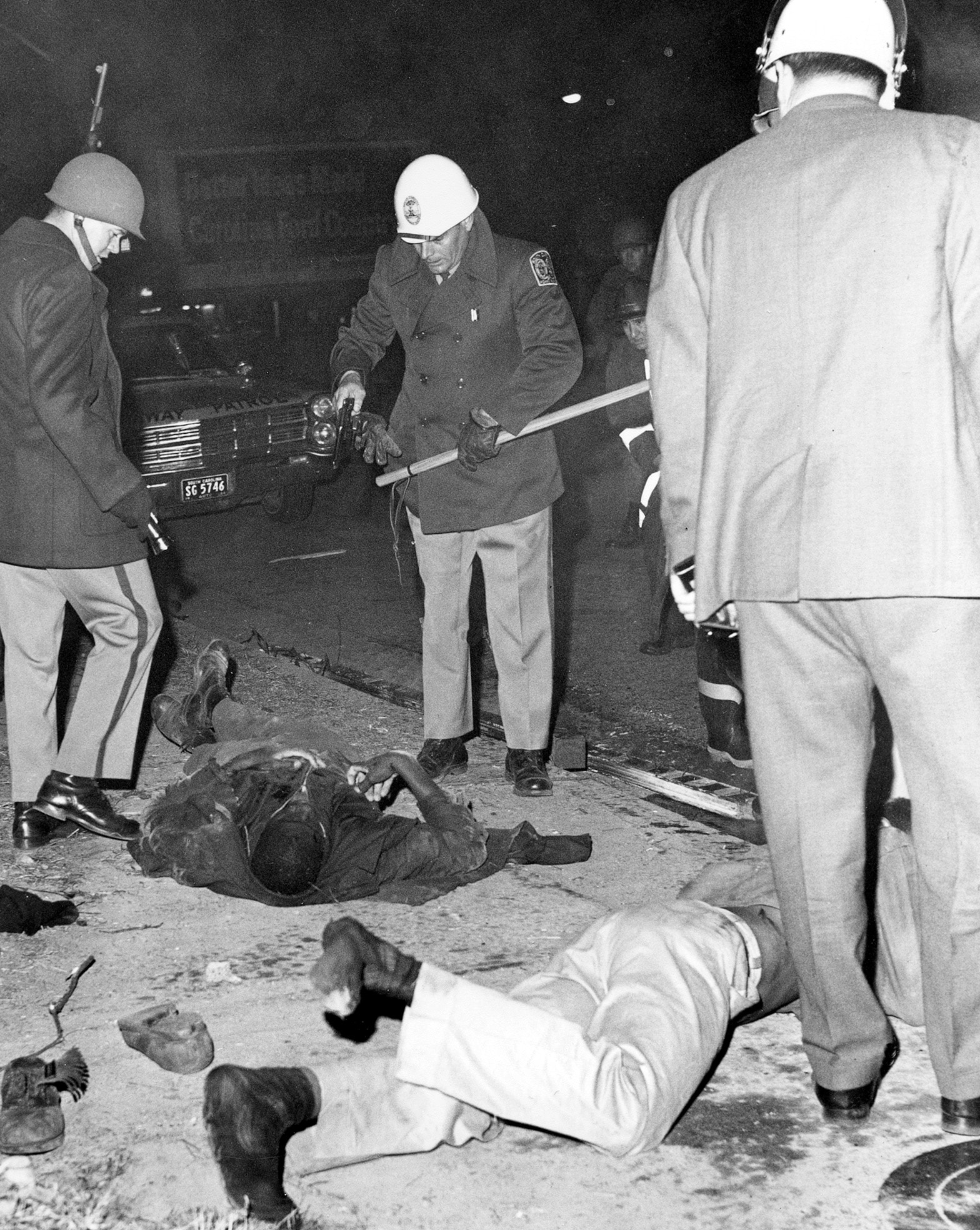
Оринджбергская резня

После решения Верховного суда США по делу «Браун против Совета по образованию» (1954), объявившего сегрегацию в государственных школах неконституционной, в 1956 году местные чернокожие добились интеграции местных школ. Белые предприняли экономические ответные меры, иногда увольняя активистов или выселяя их из арендного жилья. Студенты колледжей поддержали их голодовками, бойкотами и массовыми маршами. В 1960 году более 400 студентов были арестованы во время сидячих забастовок и маршей за интеграцию, организованных Конгрессом расового равенства (CORE).
В августе 1963 года Движение за свободу Оринджберга (OFM) под председательством Харлоу Колдуэлл из Национальной ассоциации содействия прогрессу цветного населения представило мэру и городскому совету Оринджберга 10 требований в поддержку интеграции. После провала переговоров массовые демонстрации, аналогичные тем, что прошли в Бирмингеме в Алабаме, привели к арестам более 1300 человек. Местные усилия по прекращению сегрегации в общественных местах продолжались, особенно после принятия Конгрессом США Закона о гражданских правах 1964 года. 8 февраля 1968 года, после нескольких дней протестов против сегрегированного боулинга полиция напала на чернокожих студентов из Университета Южной Каролины. Полиция открыла огонь по толпе студентов, убив Сэмюэля Хаммонда, Генри Смита и Делано Миддлтона и ранив 27 человек. Это событие вошло в американскую историографию как «Оринджбергская резня».

### XXI век
В мае 2000 года в городе была создана организация «Orangeburg County Community of Character». Это совместный проект по развитию сообщества, реализуемый Ассоциацией возрождения центра Оринджберга (DORA), газетами The Times and Democrat, Торговой палатой округа Оринджберг и Комиссией по развитию округа Оринджберг. 
В 2005 году округ Оринджберг был награждён премией «All-America City Award» (с англ. — «Всеамериканский город») присуждаемой Национальной гражданской лигой, которую неофициально называют «Нобелевской премией за конструктивное гражданство» и которая выдается за активную гражданскую позицию жителей некорпоративных сообществ Соединённых Штатов в жизни местного самоуправления. 
В 2007 году в Оринджберге состоялись первые в предвыборном сезоне дебаты кандидатов в президенты США от Демократической партии в аудитории Мартина Лютера Кинга-младшего в кампусе Университета штата Южная Каролина; будущий президент Барак Обама был одним из участников. В 2021 году президент Джо Байден посетил Оринджберг, чтобы выступить с речью на церемонии вручения дипломов выпускникам Университета штата Южная Каролина.

## География
В соответствии с данными указанными на сайте центрального статистического органа страны — Бюро переписи населения США, общая площадь города составляет 8,3 квадратных мили (21,5 км²), из которых 8,3 квадратных мили (21,5 км²) занимает суша и 0,12% приходится на водную поверхность.

## Климат
Согласно данным представленным Национальной метеорологической службой США климат в этом районе характеризуется относительно высокими температурами и равномерным распределением осадков в течение года. По системе классификации климатов Кёппена, в Оранджберге влажный субтропический климат, который сокращённо обозначается на климатических картах аббревиатурой «Cfa».